# Église Saint-Martin de Lévignacq

L'église Saint-Martin est une église catholique située à Lévignacq, dans le département des Landes, en France.

## Historique
L'église a été édifiée à l'époque romane, puis fortifiée au XIVe siècle. Au XVIIIe siècle, le clocher et les chapelles ont été ajoutés.
L'édifice est classé au titre des monuments historiques en 2001.

## Description
Le clocher-porche du XVIIIe siècle est surmonté d'une flèche, à l'origine couverte de bardeaux, remplacés par de l'ardoise au XIXe siècle.
La nef, à vaisseau unique, est couverte de lambris de chêne, peints par Jean Fautier de Bordeaux entre 1713 et 1715. Les menuiseries sont exécutés par Saint-Pé de Rion.
La voûte du chœur est décoré par une fresque du le seconde moitié du XVe siècle représentant des scènes de l’ancien testament. Le retable central est en bois doré et a été réalisé au XVIIIe siècle par Descombes.
Les chapelles sont construites au XVIIIe siècle et forment le transept : celle au nord est dédiée à la Vierge, celle à l'est à Saint-Jacques.

## Galerie

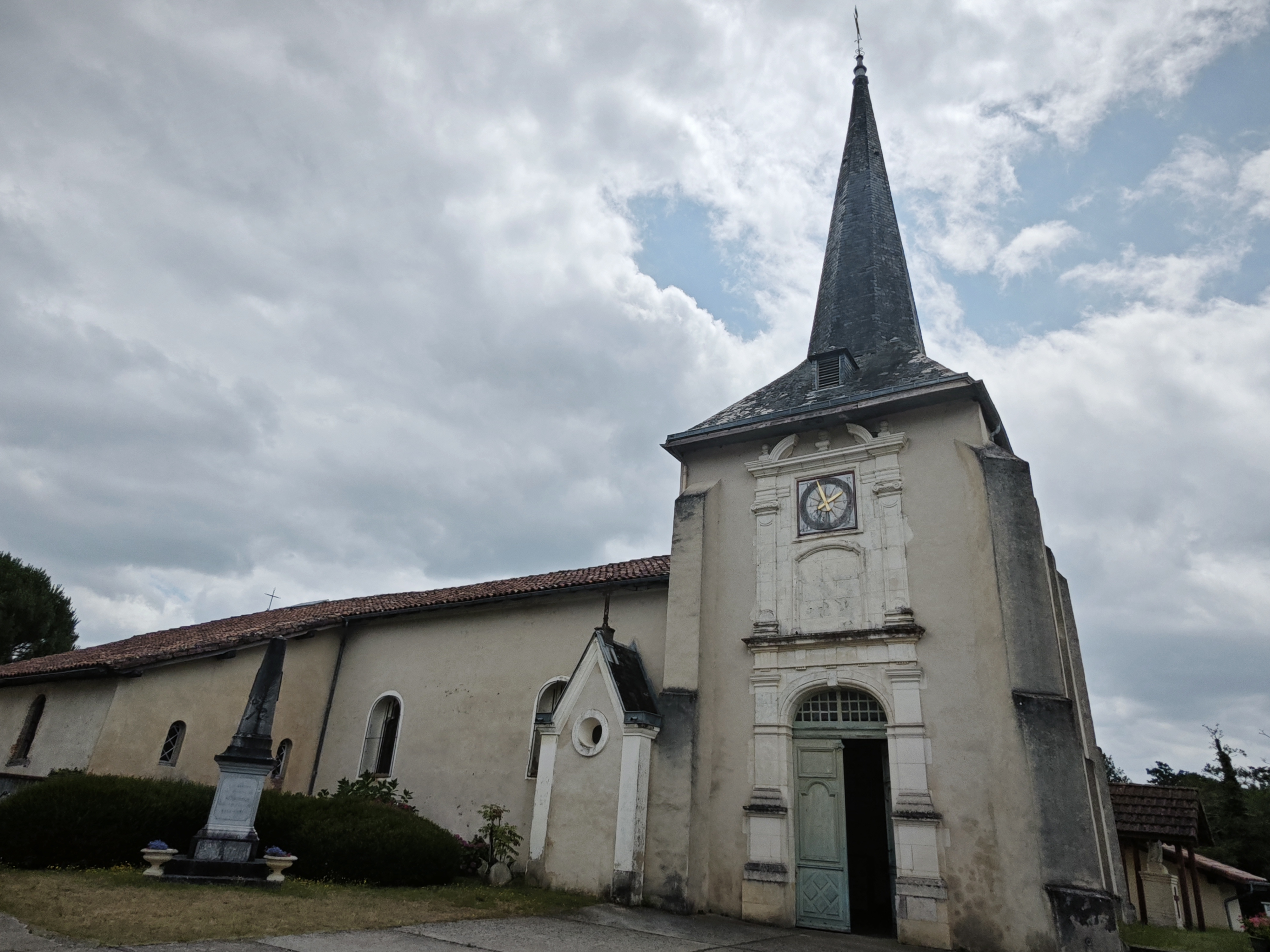
Vue extérieure
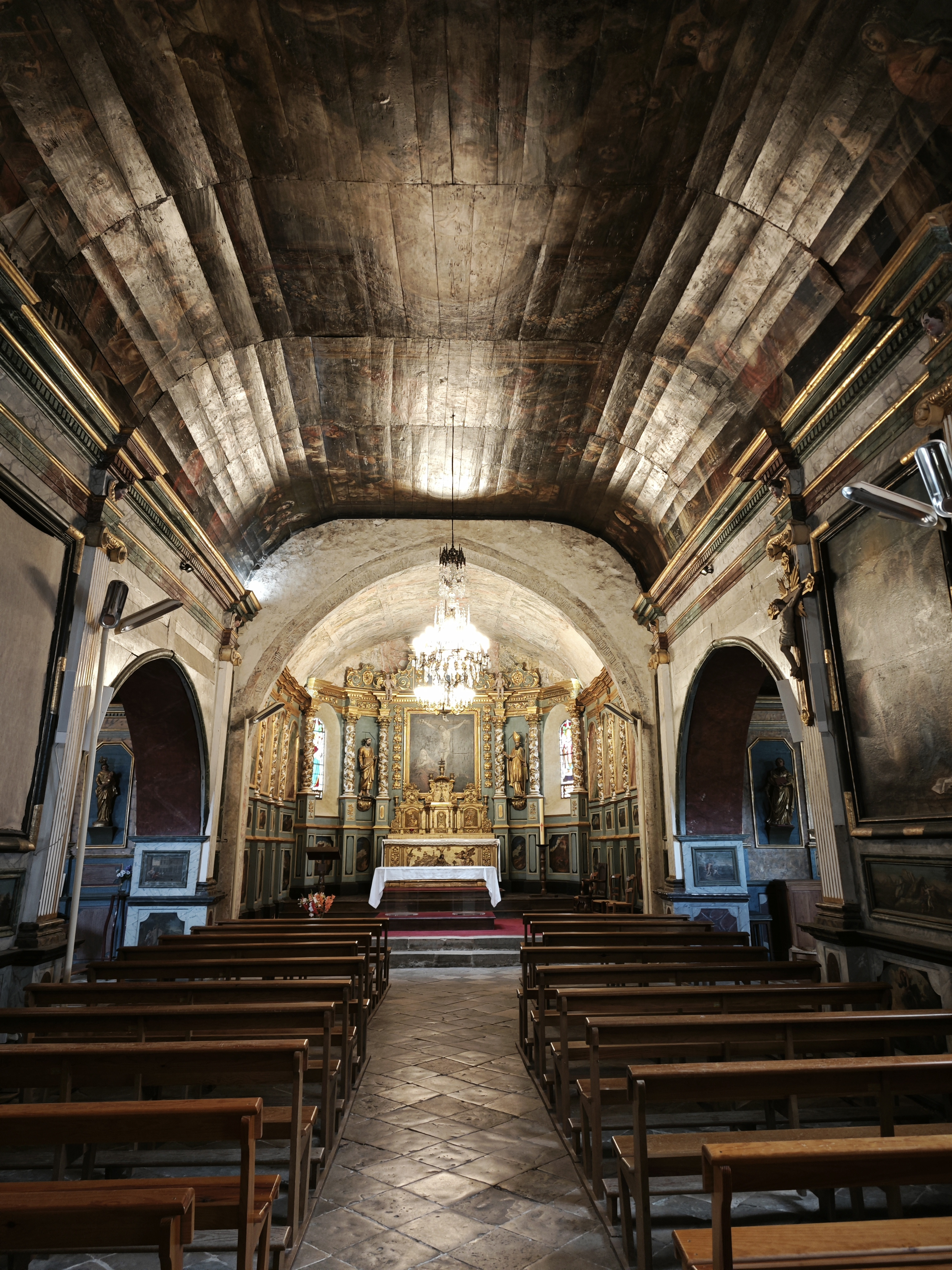
Vue de la nef en direction de l'est
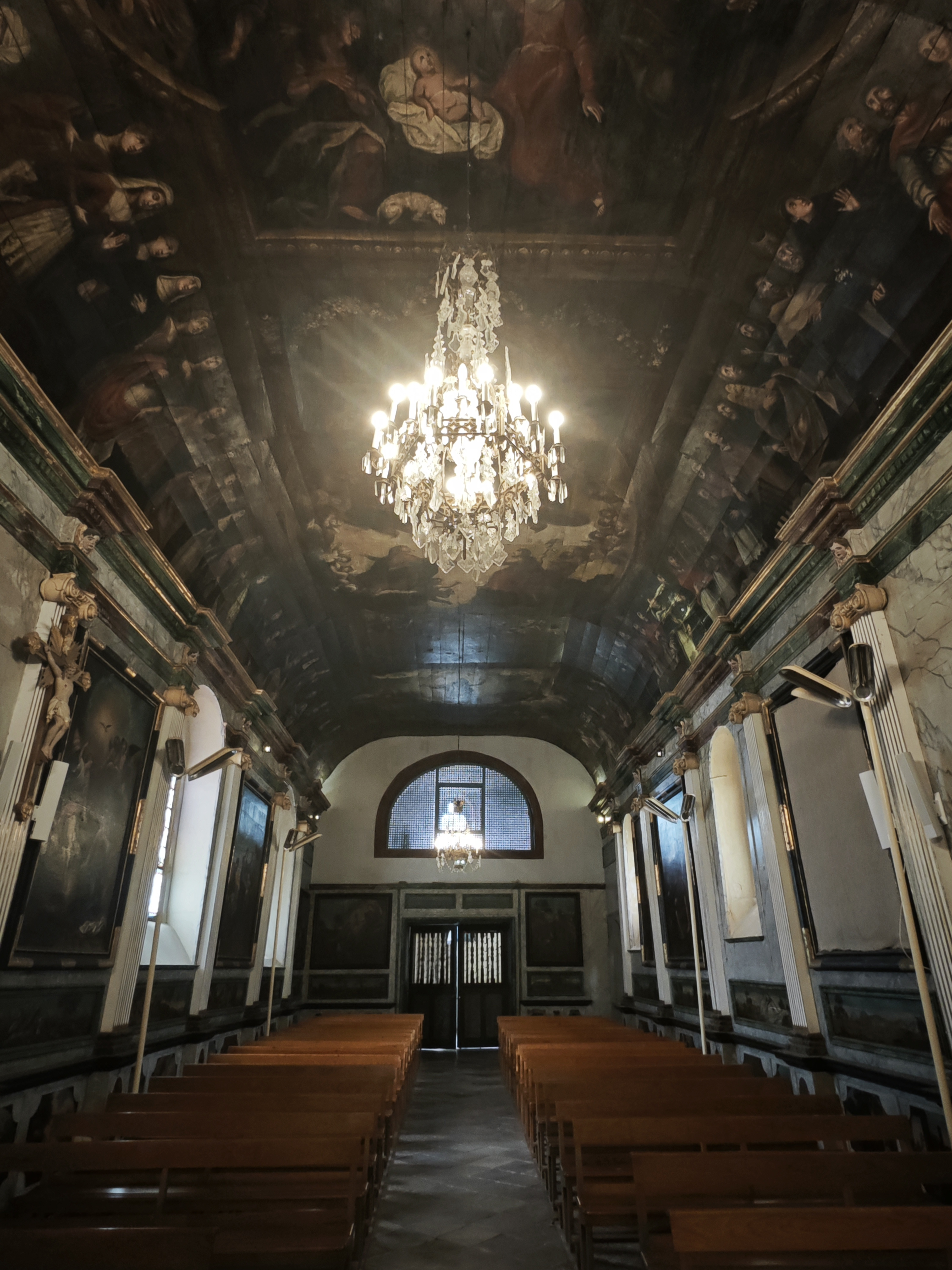
Vue de la nef en direction de l'ouest
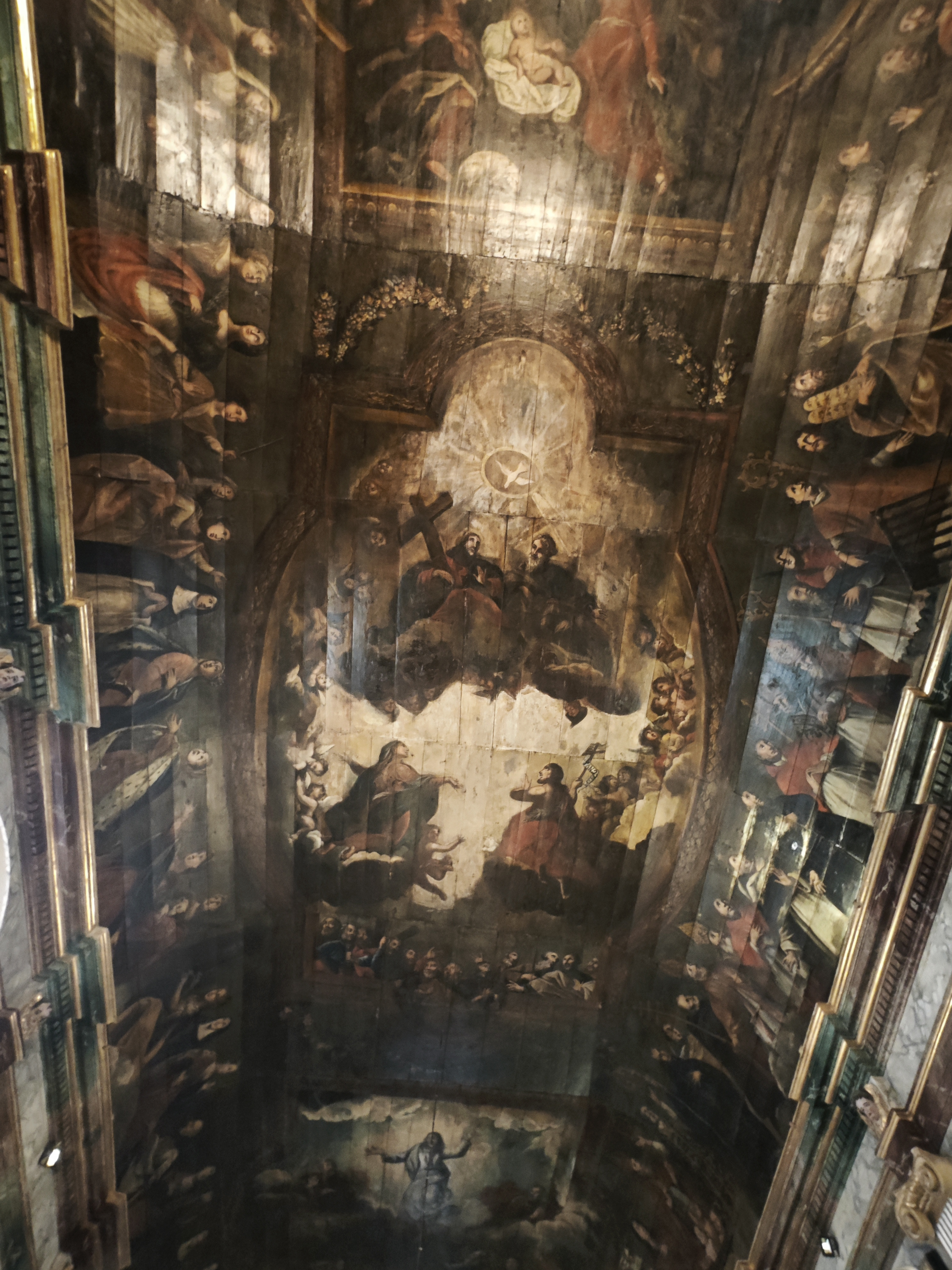
Voûte peinte sur lambris, XVIIIe siècle
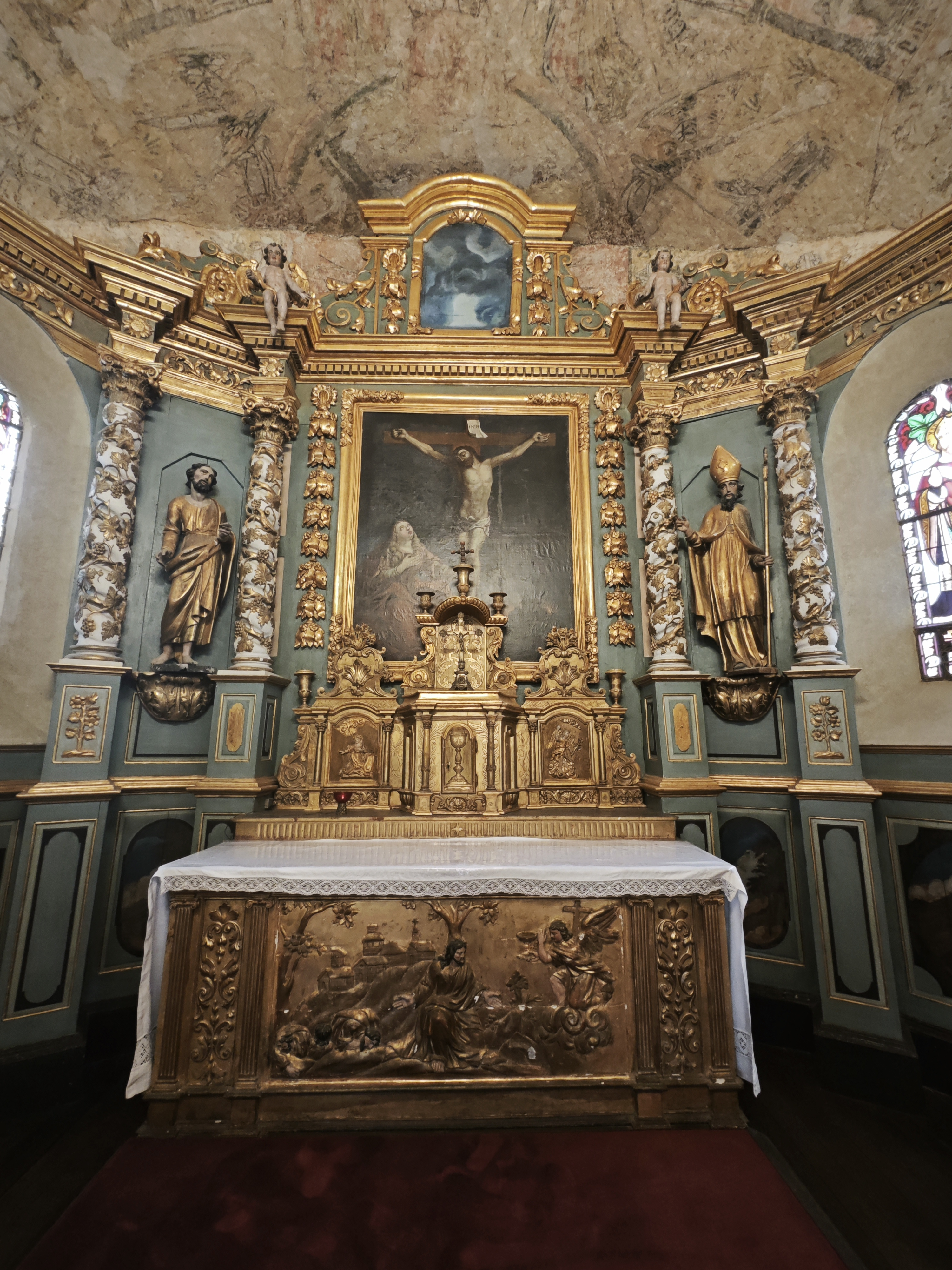
Chœur et retable
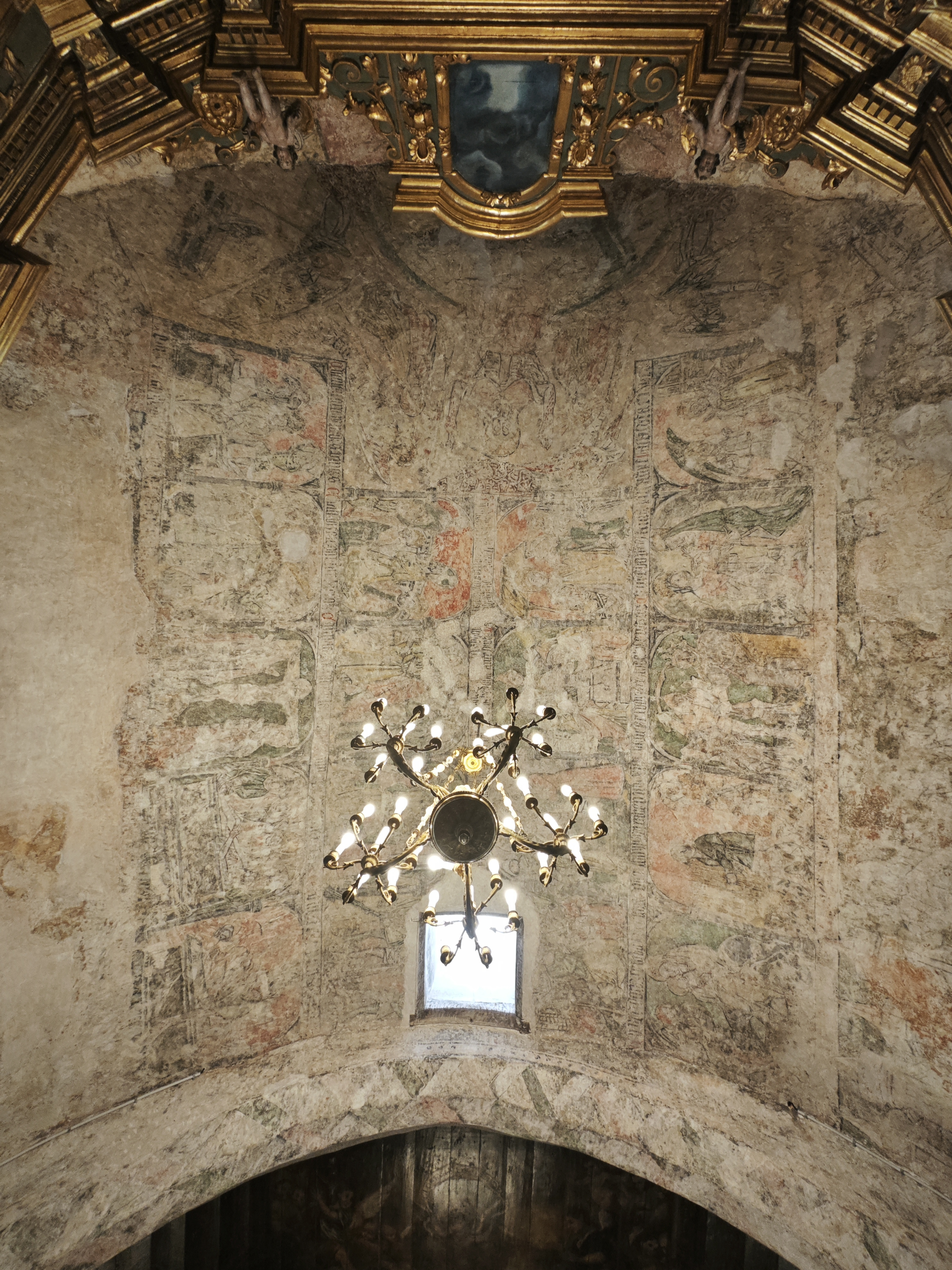
Voûte du chœur - XVe siècle
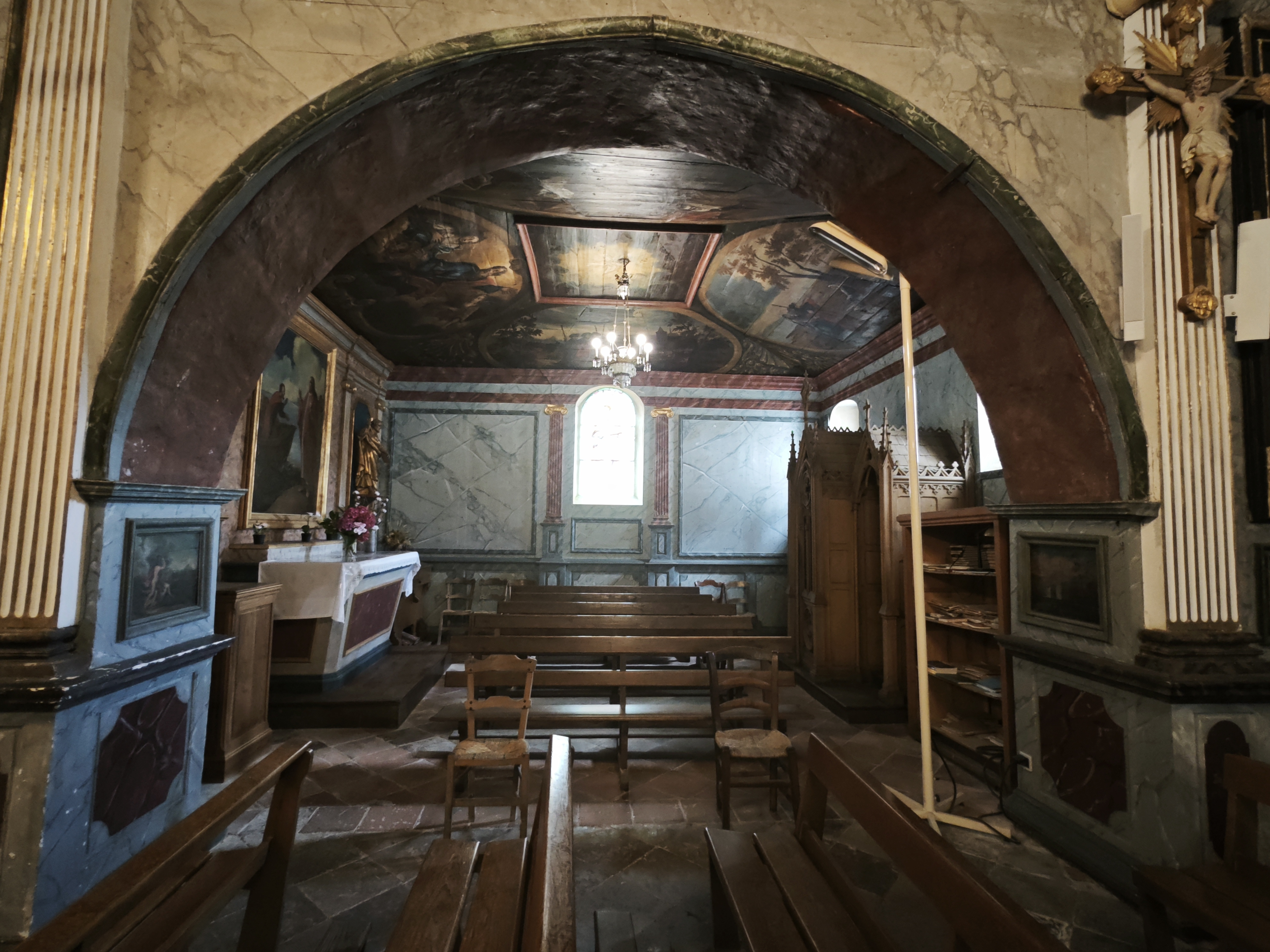
Chapelle sud
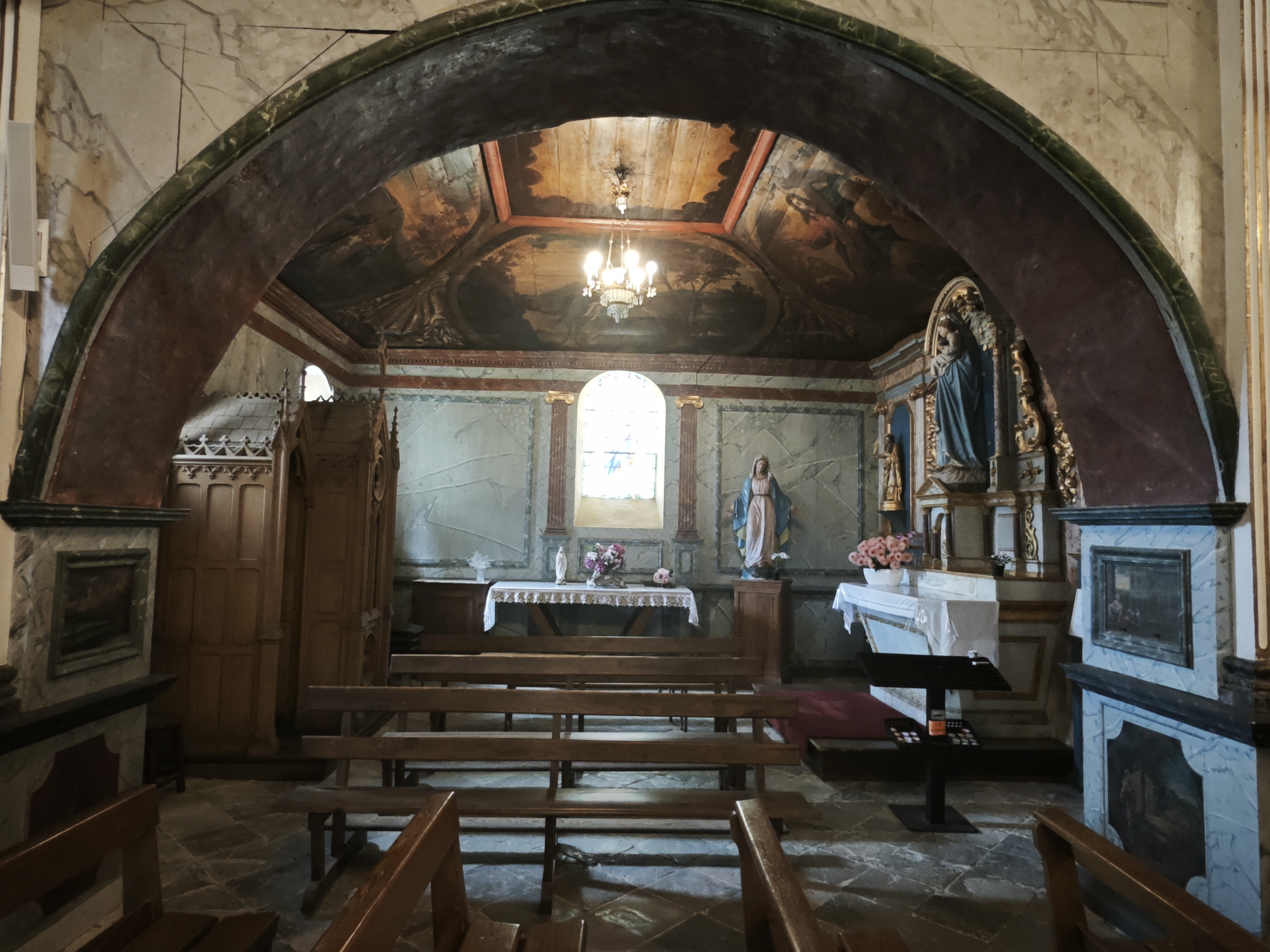
Chapelle nord